# Brandner Schiffahrt
Die Brandner Schiffahrt GmbH ist ein eigentümer-geführtes Schifffahrtsunternehmen mit Firmensitz in Wallsee. Es wird von Barbara Brandner-Mosser und  Wolfram Mosser geführt. Mit den beiden Schiffen Austria und Austria Princess wird Linienschifffahrt in der Wachau und Charterschifffahrt auf der Donau betrieben.

## Geschichte
Am 30. September 1995 erwarben die beiden Schwestern aus einer langjährigen Donauschifferfamilie stammend, Barbara und Birgit Brandner die Austria von einem niederländischen Reeder. Im April 1996 ging das Schiff nach einer kompletten Umgestaltung im Innenbereich in Dienst. Kurz darauf wurden in Melk, Spitz und Krems die ersten von insgesamt 12 eigenen Anlegestellen errichtet.
Im Mai 1997 trat Wolfram Mosser-Brandner, der Ehemann von  Barbara Brandner, ins Familienunternehmen ein. Im Jahre 1999 gründete die Brandner Schiffahrt zusammen mit dem Land Niederösterreich und der Stadtgemeinde Korneuburg die „Donau Schiffsstationen GmbH“, die erste Öffentlich-private Partnerschaft auf der Donau, die sich mit der Verwaltung und Vermarktung von 38 Donaustationen zwischen Linz und Budapest befasst. Seit Gründung der „Donau Schiffsstationen GmbH“ hat Barbara Brandner die Geschäftsführung übernommen.
Seit einigen Jahren gehört auch ein Weingut mit Heurigen in Rossatz, das unter der Bezeichnung Die Flößerei vermarktet wird und ein zusätzliches Ziel für den Tourismus im Zuge der Schifffahrt auf dem linken Donauufer bildet.
Im Jahr 2016 beförderten die beiden Schiffe 110.000 Passagiere durch die Wachau.

## Schiffe
Die Flotte der Brandner Schiffahrt umfasste bis 2023 zwei Schiffe: Austria und die kleinere Austria Princess.
Die Kronenzeitung berichtet am 10. Jänner 2024 über den Verkauf dieser beiden Schiffe um über 6 Mio. € an die DDSG Blue Danube in Wien.
Geschäftsführerin Mag. Barbara Brandner veröffentlicht auf der Firmenwebsite, sich nach 28 Jahren Erfolg anderen Projekten zuwenden zu wollen. Berichtet wird über den Verkauf der zwei Schiffe, mit denen unter der Flagge Brandner 3 Mio. Passagiere mitfuhren, um über 6 Mio. Euro zurück an die DDSG Blue Danube.

### Austria

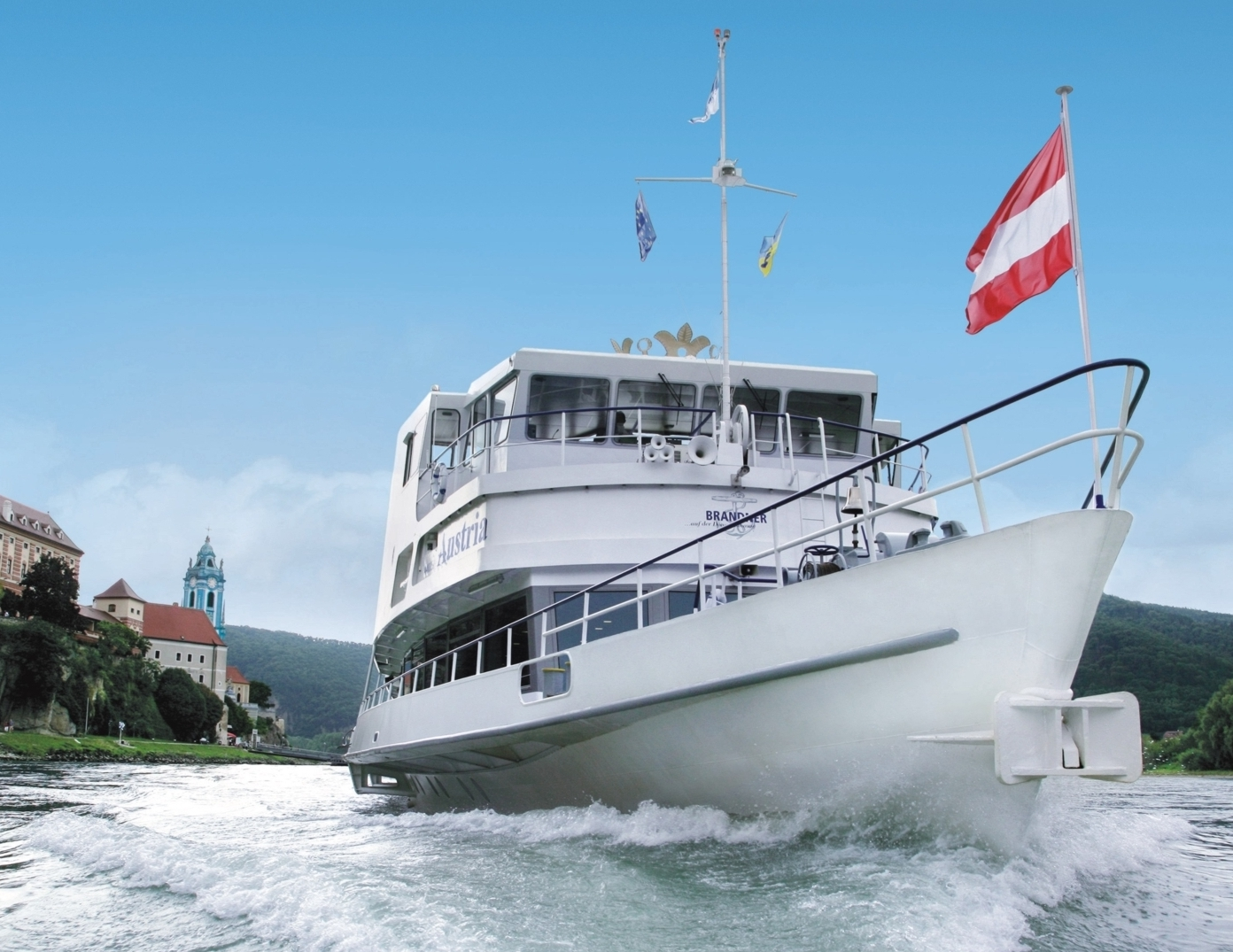
Die Austria vor Dürnstein (2015)

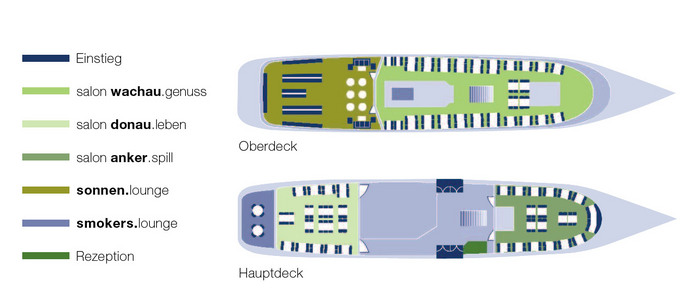
Austria, Pläne der Passagierdecks (2015)

Das Schiff wurde 1993 von der DDSG gekauft, renoviert und 1995 als Austria in Betrieb genommen.
- Sitzplätze:
  - Innenbereich auf 2 Decks: 290
  - Sonnendecks: 200
- Länge: 59 m
- Breite: 11,6 m
- Motorleistung: 2 × 600 PS (Diesel)
- Baujahr: 1970
- Werft: Schiffswerft Korneuburg, A[4]

### Austria Princess
- Sitzplätze
  - Hauptdeck: 140
  - Oberdeck Sonnendeck: 100
- Länge: 40,2 m
- Breite: 7,8 m

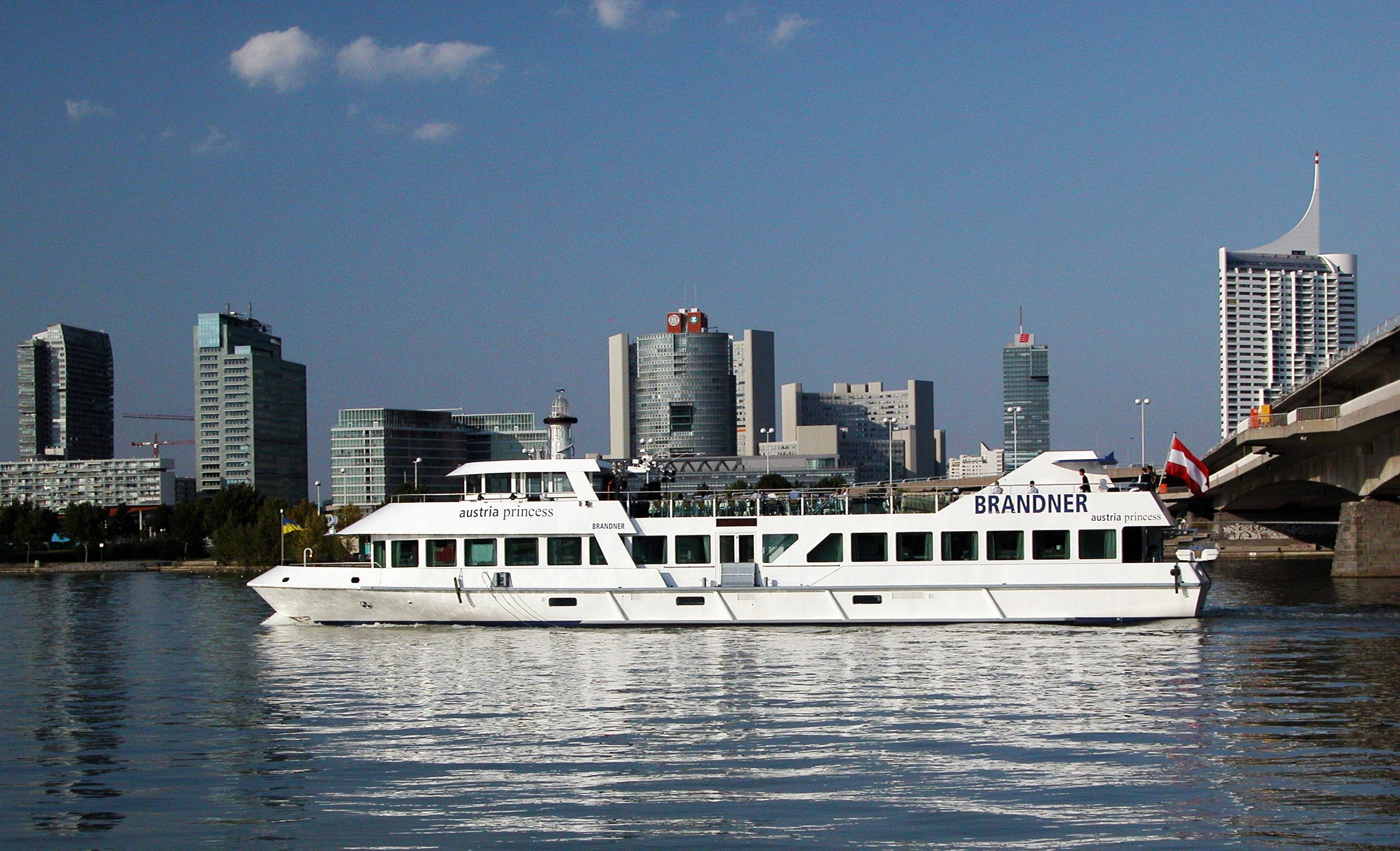
Die Austria Princess in Wien (2015)

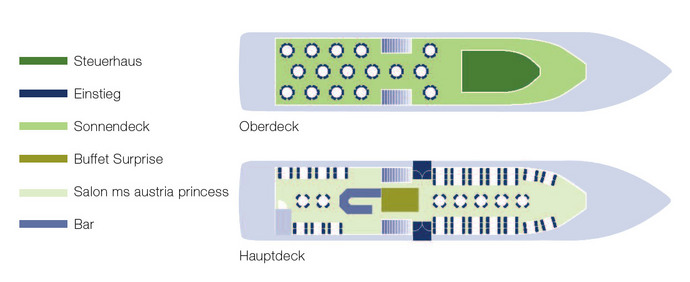
Pläne der Passagierdecks der Austria Princess (2015)

- Motorleistung: 2 × 320 PS (Diesel)
- Baujahr: 1998
- Werft: Shipyard De Hoop, Lobith, NL
- Schwesterschiff: RheinHarmonie (ex. Jan von Werth)[5]

## Produkte

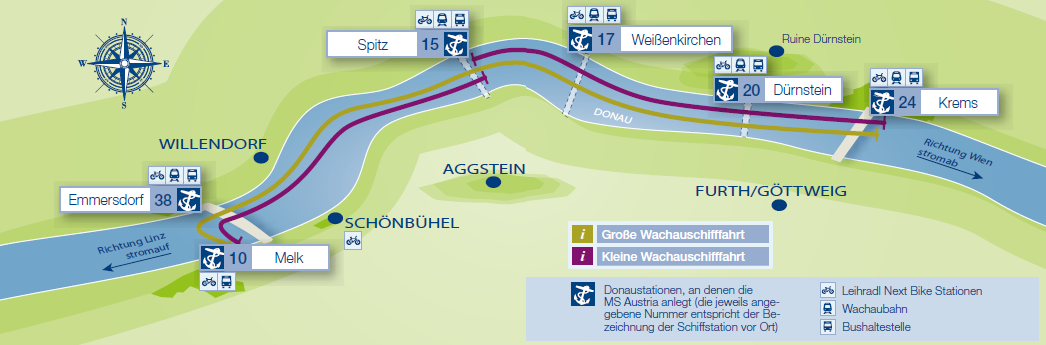
Tägliche Schifffahrten in der Wachau

Brandner Schiffahrt bot bis 2023 verschiedene Tages- und Abendthemenfahrten in der Wachau sowie ganzjährigen Schiffscharter auf der Donau an.
Die  Austria befährt die Wachau täglich von April bis Oktober im Linienverkehr zwischen Melk und Krems, mit weiteren Stopps in Emmersdorf, Spitz, Weißenkirchen und Dürnstein. Die Austria Princess wird vorwiegend im Charterbereich für Veranstaltungen aller Art eingesetzt.

## Auszeichnungen
- 2005: Maecenas[8] (Österreich und Niederösterreich)[9]
- 2007: Tourismuspreis Niederösterreich in der Kategorie Wirtschaft[10]